# Campeonato Mundial de Atletismo de 2005 - Maratona masculina
A maratona masculina no Campeonato Mundial de Atletismo de 2005 foi realizada nas ruas de Helsinque, na Finlândia, no dia 13 de agosto de 2005.

## Recordes
Antes desta competição, os recordes mundiais e do campeonato nesta prova eram os seguintes:
| Tipo                  | Atleta        | Tempo   | Local  | Data                   |
| --------------------- | ------------- | ------- | ------ | ---------------------- |
|                       | Paul Tergat   | 2:04:55 | Berlim | 28 de setembro de 2003 |
| Recorde do campeonato | Jaouad Gharib | 2:08:31 | Paris  | 30 de agosto de 2003   |

## Medalhistas
| Ouro                | Prata                     | Bronze               |
| Jaouad Gharib (MAR) | Christopher Isengwe (TAN) | Tsuyoshi Ogata (JPN) |

## Calendário
Todos os horários estão no horário local (UTC+2)
| Data         | Horário | Fase  |
| ------------ | ------- | ----- |
| 13 de agosto | 14:20   | Final |

## Resultado final
A final ocorreu dia 13 de agosto às 14:20.
| Pos.              | Atleta                    | Nacionalidade            | Tempo   | Notas                |
| ----------------- | ------------------------- | ------------------------ | ------- | -------------------- |
| Medalha de ouro   | Jaouad Gharib             | Marrocos                 | 2:10:10 |                      |
| Medalha de prata  | Christopher Isengwe       | Tanzânia                 | 2:10:21 | Recorde pessoal      |
| Medalha de bronze | Tsuyoshi Ogata            | Japão                    | 2:11:16 | Recorde da temporada |
| 4                 | Toshinari Takaoka         | Japão                    | 2:11:53 |                      |
| 5                 | Samson Ramadhani          | Tanzânia                 | 2:12:08 | Recorde da temporada |
| 6                 | Alex Malinga              | Uganda                   | 2:12:12 | Recorde nacional     |
| 7                 | Paul Biwott               | Quênia                   | 2:12:39 |                      |
| 8                 | Julio Rey                 | Espanha                  | 2:12:51 |                      |
| 9                 | Brian Sell                | Estados Unidos           | 2:13:27 | Recorde da temporada |
| 10                | Marilson Gomes dos Santos | Brasil                   | 2:13:40 | Recorde da temporada |
| 11                | Robert Cheboror           | Quênia                   | 2:14:08 | Recorde da temporada |
| 12                | Dan Robinson              | Grã-Bretanha             | 2:14:26 | Recorde da temporada |
| 13                | Gudisa Shentama           | Etiópia                  | 2:15:13 |                      |
| 14                | Wataru Okutani            | Japão                    | 2:15:30 |                      |
| 15                | Luc Krotwaar              | Países Baixos            | 2:15:47 | Recorde da temporada |
| 16                | Rafał Wójcik              | Polónia                  | 2:16:24 |                      |
| 17                | Ottaviano Andriani        | Itália                   | 2:16:29 |                      |
| 18                | Luís Jesus                | Portugal                 | 2:16:33 | Recorde da temporada |
| 19                | Ambesse Tolosa            | Etiópia                  | 2:16:36 |                      |
| 20                | Satoshi Irifune           | Japão                    | 2:17:22 |                      |
| 21                | Haile Satayin             | Israel                   | 2:17:26 |                      |
| 22                | Clinton Verran            | Estados Unidos           | 2:17:42 | Recorde da temporada |
| 23                | Abdelkebir Lamachi        | Marrocos                 | 2:17:53 |                      |
| 24                | Luís Novo                 | Portugal                 | 2:18:36 | Recorde da temporada |
| 25                | Yared Asmerom             | Eritreia                 | 2:18:46 | Recorde da temporada |
| 26                | Antoni Bernadó            | Andorra                  | 2:19:06 |                      |
| 27                | Scott Westcott            | Austrália                | 2:19:18 |                      |
| 28                | Scott Winton              | Nova Zelândia            | 2:19:41 |                      |
| 29                | Joseph Riri               | Quênia                   | 2:19:51 |                      |
| 30                | José Manuel Martínez      | Espanha                  | 2:20:07 |                      |
| 31                | Hailu Negussie            | Etiópia                  | 2:20:25 |                      |
| 32                | Ri Kyong-chol             | Coreia do Norte          | 2:20:35 |                      |
| 33                | André Luiz Ramos          | Brasil                   | 2:21:06 |                      |
| 34                | Juan Vargas               | México                   | 2:21:29 |                      |
| 35                | Ruggero Pertile           | Itália                   | 2:21:34 |                      |
| 36                | Abdelhakim Bagy           | França                   | 2:21:49 | Recorde da temporada |
| 37                | Wodage Zvadya             | Israel                   | 2:21:57 | Recorde da temporada |
| 38                | Nelson Cruz               | Cabo Verde               | 2:22:12 | Recorde nacional     |
| 39                | Francis Kirwa             | Finlândia                | 2:22:22 |                      |
| 40                | Jason Lehmkuhle           | Estados Unidos           | 2:22:46 | Recorde da temporada |
| 41                | Claudir Rodrigues         | Brasil                   | 2:23:11 | Recorde da temporada |
| 42                | Pamenos Ballantyne        | São Vicente e Granadinas | 2:23:18 | Recorde da temporada |
| 43                | Jonathan Wyatt            | Nova Zelândia            | 2:23:19 |                      |
| 44                | Huw Lobb                  | Grã-Bretanha             | 2:23:38 |                      |
| 45                | Alberto Chaíça            | Portugal                 | 2:23:42 | Recorde da temporada |
| 46                | Grigoriy Andreyev         | Rússia                   | 2:23:50 |                      |
| 47                | Asaf Bimro                | Israel                   | 2:23:58 |                      |
| 48                | Michitaka Hosokawa        | Japão                    | 2:24:38 |                      |
| 49                | Clodoaldo da Silva        | Brasil                   | 2:25:02 |                      |
| 50                | Kamal Ziani               | Espanha                  | 2:25:06 |                      |
| 51                | Peter Gilmore             | Estados Unidos           | 2:25:17 |                      |
| 52                | Alfredo Arévalo           | Guatemala                | 2:25:37 | Recorde da temporada |
| 53                | Yrjö Pesonen              | Finlândia                | 2:25:39 |                      |
| 54                | Je In-mo                  | Coreia do Sul            | 2:26:39 |                      |
| 55                | Ismaïl Sghyr              | França                   | 2:27:07 |                      |
| 56                | Oleg Bolkhovets           | Rússia                   | 2:27:08 |                      |
| 57                | Cristian Villavicencio    | Nicarágua                | 2:27:50 |                      |
| 58                | Jeroen van Damme          | Países Baixos            | 2:29:22 |                      |
| 59                | Chad Johnson              | Estados Unidos           | 2:30:45 |                      |
| 60                | Cho Keun-hyung            | Coreia do Sul            | 2:31:59 |                      |
| 61                | Bat-Otschiryn Ser-Od      | Mongólia                 | 2:36:31 |                      |
| -                 | Ahmed Jumah Jaber         | Catar                    | DNF     | DNF                  |
| -                 | António Sousa             | Portugal                 | DNF     | DNF                  |
| -                 | Aman Majid Awadh          | Catar                    | DNF     | DNF                  |
| -                 | Saïd Belhout              | Argélia                  | DNF     | DNF                  |
| -                 | David Ramard              | França                   | DNF     | DNF                  |
| -                 | Wilson Onsare             | Quênia                   | DNF     | DNF                  |
| -                 | José Ríos                 | Espanha                  | DNF     | DNF                  |
| -                 | Stefano Baldini           | Itália                   | DNF     | DNF                  |
| -                 | Vanderlei de Lima         | Brasil                   | DNF     | DNF                  |
| -                 | Anuradha Cooray           | Sri Lanka                | DNF     | DNF                  |
| -                 | Collin Khoza              | África do Sul            | DNF     | DNF                  |
| -                 | Khalid El Boumlili        | Marrocos                 | DNF     | DNF                  |
| -                 | Al Mustafa Riyadh         | Bahrein                  | DNF     | DNF                  |
| -                 | Getuli Bayo               | Tanzânia                 | DNF     | DNF                  |
| -                 | Abderrahime Bouramdane    | Marrocos                 | DNF     | DNF                  |
| -                 | Dmitriy Burmakin          | Rússia                   | DNF     | DNF                  |
| -                 | Gashaw Melese             | Etiópia                  | DNF     | DNF                  |
| -                 | Tsotang Simon Maine       | Lesoto                   | DNF     | DNF                  |
| -                 | Tuomo Lehtinen            | Finlândia                | DNF     | DNF                  |
| -                 | Migidio Bourifa           | Itália                   | DNF     | DNF                  |
| -                 | Jimmy Muindi              | Quênia                   | DNF     | DNF                  |
| -                 | Alberico di Cecco         | Itália                   | DNF     | DNF                  |
| -                 | Kim Yi-yong               | Coreia do Sul            | DNF     | DNF                  |
| -                 | Janne Holmén              | Finlândia                | DNF     | DNF                  |
| -                 | José Amado García         | Guatemala                | DNF     | DNF                  |
| -                 | Shadrack Hoff             | África do Sul            | DNF     | DNF                  |
| -                 | Gert Thys                 | África do Sul            | DNF     | DNF                  |
| -                 | Zepherinus Joseph         | Santa Lúcia              | DNF     | DNF                  |
| -                 | Hendrick Ramaala          | África do Sul            | DNF     | DNF                  |
| -                 | Makhosonke Fika           | África do Sul            | DNF     | DNF                  |
| -                 | Ahmed Ezzobayry           | França                   | DNF     | DNF                  |
| -                 | Jean-Paul Gahimbaré       | Burundi                  | DNF     | DNF                  |
| -                 | Zebedayo Bayo             | Tanzânia                 | DNF     | DNF                  |
| -                 | David Sumukwo             | Uganda                   | DNS     | DNS                  |

Legenda
| Recorde mundial       | Recorde mundial (World record)               |                       | Recorde africano                      | Recorde africano (African) |                                           | Q | Classificado por posição (Qualified) |
| Recorde do campeonato | Recorde do campeonato (Championship record)  | Recorde da América    | Recorde da América (Americas)         | q                          | Classificado por melhor tempo (Qualified) |   |                                      |
| Melhor marca do ano   | Melhor marca do ano (World leading)          | Recorde asiático      | Recorde asiático (Asian)              | DNS                        | Não largou (Did not start)                |   |                                      |
| Recorde nacional      | Recorde nacional (National record)           | Recorde europeu       | Recorde europeu (European)            | DNF                        | Não terminou (Did not finish)             |   |                                      |
| Recorde pessoal       | Recorde pessoal do atleta (Personal best)    | Recorde da Oceania    | Recorde da Oceania (Oceania)          | DSQ / DQ                   | Desclassificado (Disqualified)            |   |                                      |
| Recorde da temporada  | Recorde da temporada do atleta (Season best) | Recorde sul-americano | Recorde sul-americano (South America) | NM                         | Sem marca (No mark)                       |   |                                      |